# 釋德謙
釋德謙（1267年－1317年），號福元，俗姓楊，寧州定平縣（今中國雲南省華寧縣）人，為元朝京都崇恩寺沙門。

## 生平
德謙法師幼年出家為沙彌，精進讀誦學習佛經義理，稍長外出參學，行腳遊秦、洛、汴、汝、齊、魏、燕、趙、河北等地向各地先宿長德學習請益。最初於邠州頙公和尚處學習《大般若經》，依原州忠公和尚學《瑞應》等經，在好畤仙公和尚處受學《般若波羅蜜多心經幽贊卷》，到乾陵一公和尚處學習《圓覺經》，至陝州頙公和尚處研究《唯識》、《俱舍》等論，於陽夏聞公和尚處聽講《楞嚴經》和《四分律疏》，掌握了六經四論一律的法義，使經律論三藏的深奧義理得以融匯貫通。
德謙法師所親近的師長，在當時都是以識法解義而聲名遠播的高僧，在諸尊宿師長的坐下修學深造，達到了相當的佛學造詣。學成後，到京都大聖壽萬安寺擔任說法壇主給 大司徒 傳授《華嚴經》，受到皇帝賞識詔令住持萬寧寺，後遷錫住持崇恩寺。前後十年，法師並未因皇帝的恩寵顯貴待遇和聲譽而驕縱迷失志節，反而更加簡樸精勵於道德修持。
德謙法師說：「畦衣之士抗于世表，苟不愧于朝聞夕死，尚何慕焉！自以重居巨剎久佩恩榮，唯恬退為高尚。」於是便將住持席任讓給弟子，自己獨居靜室，謝絕人事交際，處於世而遺於世，專心自修。
德謙法師於元延祐四元年（1317年）正月二十六日示寂，世壽五十一歲，僧臘四十三。元仁宗下昭以盛大的送葬儀隊，莊嚴肅穆的音樂及幢旛旌旗恭送德謙法師前往荼毘，火化後獲得數十顆舍利子，後於京城南側建塔供奉。

## 外部連結
1. 中國百科網－德謙（京都崇恩寺）《大明高僧傳》卷第二[永久]